# Школа права Линкольна в Сан-Хосе
Школа права Линкольна в Сан-Хосе (англ. Lincoln Law School of San Jose) — частная некоммерческая юридическая школа, расположенная в Сан-Хосе (штат Калифорния, США). Основанная в 1926 году, эта школа права ранее была факультетом университета Линкольна, а в 1993 году стала самостоятельным учебным заведением.

## История
Школа ведёт свою историю с 1919 года, когда доктор Бенджамин Лики и его жена Сьюзен Лики основали программу изучения права в Сан-Франциско, чтобы обеспечить ветеранов и студентов из рабочего класса вечерней школой для изучения права. Выпускник 1932 года Кеннет Фанг стал первым американцем китайского происхождения, допущенным к юридической практике в штате Калифорния.
Школа была зарегистрирована в 1926 году как факультет университета Линкольна и была расположена в Сан-Франциско, став некоммерческим учреждением в 1949 году. В 1961 году в Сан-Хосе был открыт второй кампус юридического факультета, который выпустил свой первый класс в 1965 году. К 1987 году вся программа юридической школы университета Линкольна была сосредоточена в Сан-Хосе. В 1993 году кампус в Сан-Хосе официально отделился от Университета Линкольна, став независимой некоммерческой общественной организацией, сменив название на «Школа права Линкольна в Сан-Хосе» (англ. Lincoln Law School of San Jose). В 1999 году школа переехала в центр Сан-Хосе. В 2000 году 25-летняя юридическая школа университета полуострова объединилась с школой права Линкольна.

## Академические науки
Школа права Линкольна в Сан-Хосе — это исключительно вечерняя программа обучения, которая длится 4 или 4,5 года, в зависимости от даты начала обучения студента. Для выпуска требуется изучить 84 темы, каждая из которых равна 15 часам аудиторных занятий. Студенты обычно посещают занятия 3 или 4 вечера в неделю, с некоторыми вариантами факультативных занятий или семинаров, запланированных в дневное время по субботам.

### Аккредитация
Школа аккредитована Комитетом экзаменаторов адвокатов Коллегии адвокатов штата Калифорния с 1993 года, но школа не одобрена Американской ассоциацией юристов. В результате выпускники, как правило, имеют право сдавать экзамен на звание адвоката только в Калифорнии и практиковать в Калифорнии.

### Обзор судебной практики
Школа права Линкольна в Сан-Хосе публикует обзоры законодательства, подготовленные студентами, с 1965 года.

## Знаменитости

### Выпускники
- Дейв Кортезе[англ.], действующий сенатор штата Калифорния[англ.] и бывший инспектор округа Санта-Клара[англ.][8];
- Линда Лезотте[англ.], бывший член городского совета Сан-Хосе[англ.][8];
- Варткес Егиян[англ.], адвокат и правовой активист в защиту жертв геноцида армян.

### Преподаватели
- Майя Харрис, бывший председатель президентской кампании Камалы Харрис[англ.] 2020 года;
- Джеймс Уэйр[англ.], бывший главный судья Федерального окружного суда Северного округа Калифорнии;
- Род Диридон[англ.], бывший председатель Управления скоростного железнодорожного транспорта Калифорнии[англ.];
- Дезире Рид-Франсуа[англ.], спортивный директор Миссурийского университета.